# Harmoniestraße 3 (Mönchengladbach)

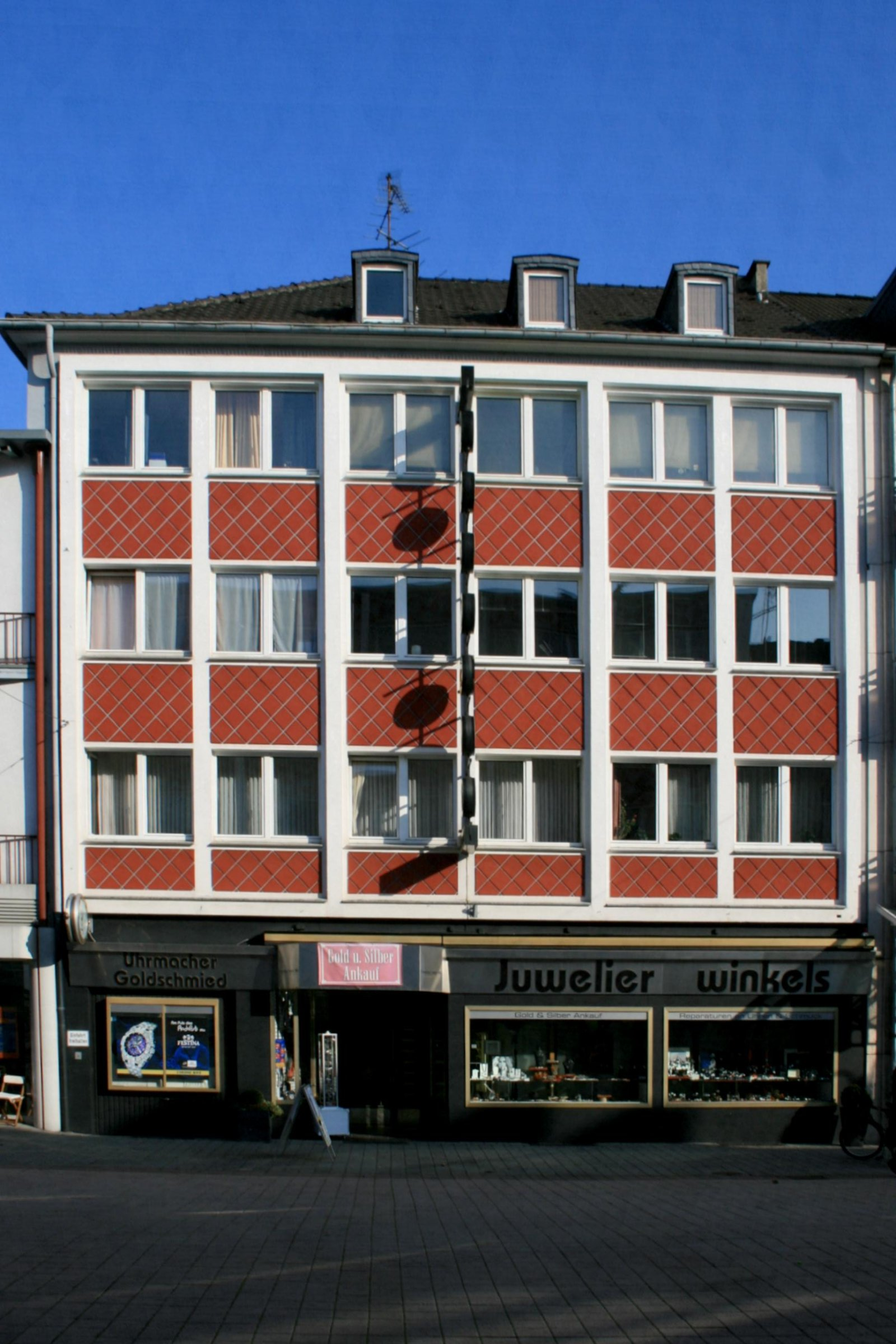
Wohn- und Geschäftshaus (2011)

Das Wohn- und Geschäftshaus Harmoniestraße 3 steht im Stadtteil Rheydt in Mönchengladbach (Nordrhein-Westfalen).
Das Gebäude wurde 1959 erbaut. Es wurde unter Nr. H 112  am 1. August 2011 in die Denkmalliste der Stadt Mönchengladbach eingetragen.

## Lage
Das Haus ist an zentraler Lage der Innenstadt in Rheydt, zwischen Hauptstraße und Marktstraße gelegen.

## Architektur
Es handelt sich um ein zur Straße viergeschossiges, traufständiges Wohn- und Geschäftshaus mit seitlich und nach vorne abgewalmten Dachflächen. Das Erdgeschoss ist als Schaufensterzone einheitlich gestaltet. Auf dunkel gehaltener Wandfläche fassen goldeloxierte Rahmungen die Schaufenster und auch die eingetiefte bauzeitliche Tür wiederholt diese Gestaltung. Die drei Obergeschosse darüber enthalten zwischen weiß gestrichener Stahlbetonskelettrahmung sechs Fensterachsen, die zweiteilige, breit gelagerte Fenster enthalten (Fenster erneuert). Die Brüstungsfelder unter den Fenstern sind wieder in der Art des maßgebenden Vorbildes Hauptstraße 30 als rote Platten mit feinem weißen Rautenmuster ausgebildet. Die relativ flach geneigte Dachfläche darüber ist mit drei kleinen Gauben mit Segmentbogenabschluss besetzt.
Das Grundstück des heutigen Wohn- und Geschäftshauses Harmoniestraße 3 war vor dem Zweiten Weltkrieg Bestandteil des Wohn- und Geschäftshauses des Tabakwarenhändlers Paul Wallraf. Nach der Kriegszerstörung 1943 lag es wohl mehr als 15 Jahre brach (Bauantrag 1959: „geräumtes Trümmergrundstück“), bevor der heute bestehende Neubau 1959 errichtet wurde. Für die Ausführung als nach vorne vier-, nach hinten fünfgeschossiger Bau musste ein Dispens von der geltenden Ortssatzung erteilt werden. Architekt war Paul Bernert aus Rheydt, der als ehemaliger Architekt des Stabes Leitl auch die benachbarten im Auftrag von Wallraf errichteten Geschäftshäuser Harmoniestraße 1 und Hauptstraße 26 geplant hat.
Zur architekturgeschichtlichen und städtebaulichen Einordnung siehe auch die Ausführungen zu Hauptstraße 30. Die wesentlichen gestaltgebenden Merkmale der Fassade sind sowohl in der Schaufensterzone (Verteilung der Schaufensterflächen, goldeloxierte Rahmung, Tür) als auch in den Obergeschossen (Proportion, farbliche Gestalt) und im Dachbereich (Dachneigung, -eindeckung, Gauben) noch weitgehend unverändert erhalten. Insbesondere die rot-weißen Obergeschosse kennzeichnen das Haus als integraler Bestandteil des hier behandelten bedeutenden Wiederaufbau-Ensembles der Bauten Wallrafs an der Ecke Hauptstraße/Harmoniestraße. Bemerkenswert ist dabei, dass die am Haus Hauptstraße 30 1948 angelegte Gestaltung noch elf Jahre später prägend verwendet wird.
Als Teil des genannten Wiederaufbau-Ensembles ist das Haus Harmoniestraße 3 bedeutend für Rheydt, Stadt Mönchengladbach.
Erhaltung und Nutzung seiner Fassade liegen aus wissenschaftlichen, architekturgeschichtlichen und städtebaulichen Gründen im öffentlichen Interesse. Die Fassade (straßenseitige Wand- und Dachflächen) erfüllt daher die Voraussetzungen des § 2 DSchG NRW für eine Einstufung als Baudenkmal.